# Allgemeiner Schweizerbund

Zahlkarte an den Allgemeinen Schweizerbund für Deutschland und angrenzende Staaten, 22. Dezember 1926

Der Allgemeiner Schweizerbund (e.V.) wurde 1909 gegründet. Die freie Gewerkschaft organisierte Melker im Deutschen Kaiserreich in der Weimarer Republik.

## Geschichte
Gegründet wurde der Verband am 10. Oktober 1909. Der Sitz der Gewerkschaft befand sich in der Yorckstr. 8 in Leipzig. Die Schweiz opponierte gegen die Verwendung der Bezeichnung „Schweizer“ als Berufsbezeichnung für die Melker.
Im Jahr 1929 verschmolz die Gewerkschaft mit dem Verband der Schweizer Sennen und gründete den Allgemeinen Melker-Verband Deutschlands.

## Vorsitzende
- 1909–1920: Thomas Camenzind
- 1920–1929: R. Schwar